# Kenyon Martin
Kenyon Lee Martin Sr. (Saginaw, Michigan, 30 de dezembro de 1977) conhecido simplesmente como Kenyon Martin é um ex-jogador profissional de basquetebol norte-americano que atuava como Ala-pivô na National Basketball Association (NBA). Martin jogou durante quinze temporadas em franquias como New Jersey Nets, Denver Nuggets, Los Angeles Clippers, New York Knicks e Milwaukee Bucks. Em toda sua carreira ele fez 9,325 pontos, 5,159 rebotes e 1,439 assistências.

## Estatísticas

### Temporada regular
| Ano      | Equipe        | PJ  | PT  | MPP  | %TC  | %3P  | %TL  | RPP  | APP | ROB | TPP | PPP  |
| -------- | ------------- | --- | --- | ---- | ---- | ---- | ---- | ---- | --- | --- | --- | ---- |
| 2000-01  | New Jersey    | 68  | 68  | 33.4 | .445 | .091 | .630 | 7.4  | 1.9 | 1.1 | 1.7 | 12.0 |
| 2001-02  | New Jersey    | 73  | 73  | 34.3 | .463 | .224 | .678 | 5.3  | 2.6 | 1.2 | 1.7 | 14.9 |
| 2002-03  | New Jersey    | 77  | 77  | 34.1 | .470 | .209 | .653 | 8.3  | 2.4 | 1.3 | .9  | 16.7 |
| 2003-04  | New Jersey    | 65  | 62  | 34.6 | .488 | .280 | .684 | 9.5  | 2.5 | 1.5 | 1.3 | 16.7 |
| 2004-05  | Denver        | 70  | 67  | 32.5 | .490 | .000 | .646 | 7.3  | 2.4 | 1.4 | 1.1 | 15.5 |
| 2005-06  | Denver        | 56  | 49  | 27.6 | .495 | .227 | .712 | 6.3  | 1.4 | .8  | .9  | 12.9 |
| 2006-07  | Denver        | 2   | 2   | 31.5 | .500 | .000 | .250 | 10.0 | .5  | .0  | .0  | 9.5  |
| 2007-08  | Denver        | 71  | 71  | 30.4 | .538 | .182 | .580 | 6.5  | 1.3 | 1.2 | 1.2 | 12.4 |
| 2008-09  | Denver        | 66  | 66  | 32.0 | .491 | .368 | .604 | 6.0  | 2.0 | 1.5 | 1.1 | 11.7 |
| 2009-10  | Denver        | 58  | 58  | 34.2 | .456 | .276 | .557 | 9.4  | 1.9 | 1.2 | 1.0 | 11.5 |
| 2010-11  | Denver        | 48  | 48  | 25.7 | .511 | .222 | .583 | 6.2  | 2.3 | .9  | .7  | 8.6  |
| 2011-12  | L.A. Clippers | 42  | 0   | 22.4 | .441 | .231 | .370 | 4.3  | .4  | 1.0 | 1.0 | 5.2  |
| 2012-13  | New York      | 18  | 11  | 23.9 | .602 | .000 | .425 | 5.3  | .4  | .9  | .9  | 7.2  |
| 2013-14  | New York      | 32  | 15  | 19.8 | .512 | .000 | .579 | 4.2  | 1.6 | .8  | .8  | 4.3  |
| Total    | Total         | 746 | 667 | 30.9 | .483 | .234 | .629 | 6.9  | 1.9 | 1.2 | 1.2 | 12.5 |
| All-Star | All-Star      | 1   | 0   | 23.0 | .800 | .000 | .500 | 7.0  | 3.0 | .0  | .0  | 17.0 |

### Playoffs
| Ano   | Equipe        | PJ  | PT | MPP  | %TC  | %3P  | %TL  | RPP  | APP | ROB | TPP | PPP  |
| ----- | ------------- | --- | -- | ---- | ---- | ---- | ---- | ---- | --- | --- | --- | ---- |
| 2002  | New Jersey    | 20  | 20 | 37.5 | .424 | .222 | .691 | 5.8  | 2.9 | 1.2 | 1.2 | 16.8 |
| 2003  | New Jersey    | 20  | 20 | 38.9 | .453 | .091 | .693 | 9.4  | 2.9 | 1.5 | 1.5 | 18.9 |
| 2004  | New Jersey    | 11  | 11 | 37.2 | .533 | .000 | .750 | 11.0 | 1.1 | 1.2 | 1.3 | 19.1 |
| 2005  | Denver        | 5   | 5  | 32.8 | .466 | .000 | .615 | 5.6  | 1.2 | 1.0 | 1.0 | 12.4 |
| 2006  | Denver        | 2   | 0  | 17.5 | .308 | .000 | .500 | 4.5  | .5  | 2.0 | 1.0 | 4.5  |
| 2008  | Denver        | 4   | 4  | 29.5 | .441 | .000 | .625 | 6.3  | 1.3 | 1.0 | .5  | 8.8  |
| 2009  | Denver        | 16  | 16 | 33.6 | .497 | .200 | .657 | 5.9  | 2.1 | 1.1 | .9  | 10.9 |
| 2010  | Denver        | 6   | 6  | 34.2 | .480 | .000 | .632 | 8.3  | 1.3 | 1.5 | 1.2 | 10.0 |
| 2011  | Denver        | 5   | 5  | 29.6 | .480 | .000 | .611 | 7.8  | 1.6 | .4  | .4  | 11.8 |
| 2012  | L.A. Clippers | 11  | 0  | 17.5 | .524 | .000 | .625 | 3.2  | .3  | .4  | 1.7 | 4.5  |
| 2013  | New York      | 12  | 1  | 21.1 | .580 | .000 | .550 | 4.5  | .9  | .8  | 1.4 | 5.8  |
| Total | Total         | 112 | 88 | 32.0 | .470 | .129 | .679 | 6.8  | 1.8 | 1.1 | 1.2 | 12.9 |